# Erwin Zschokke

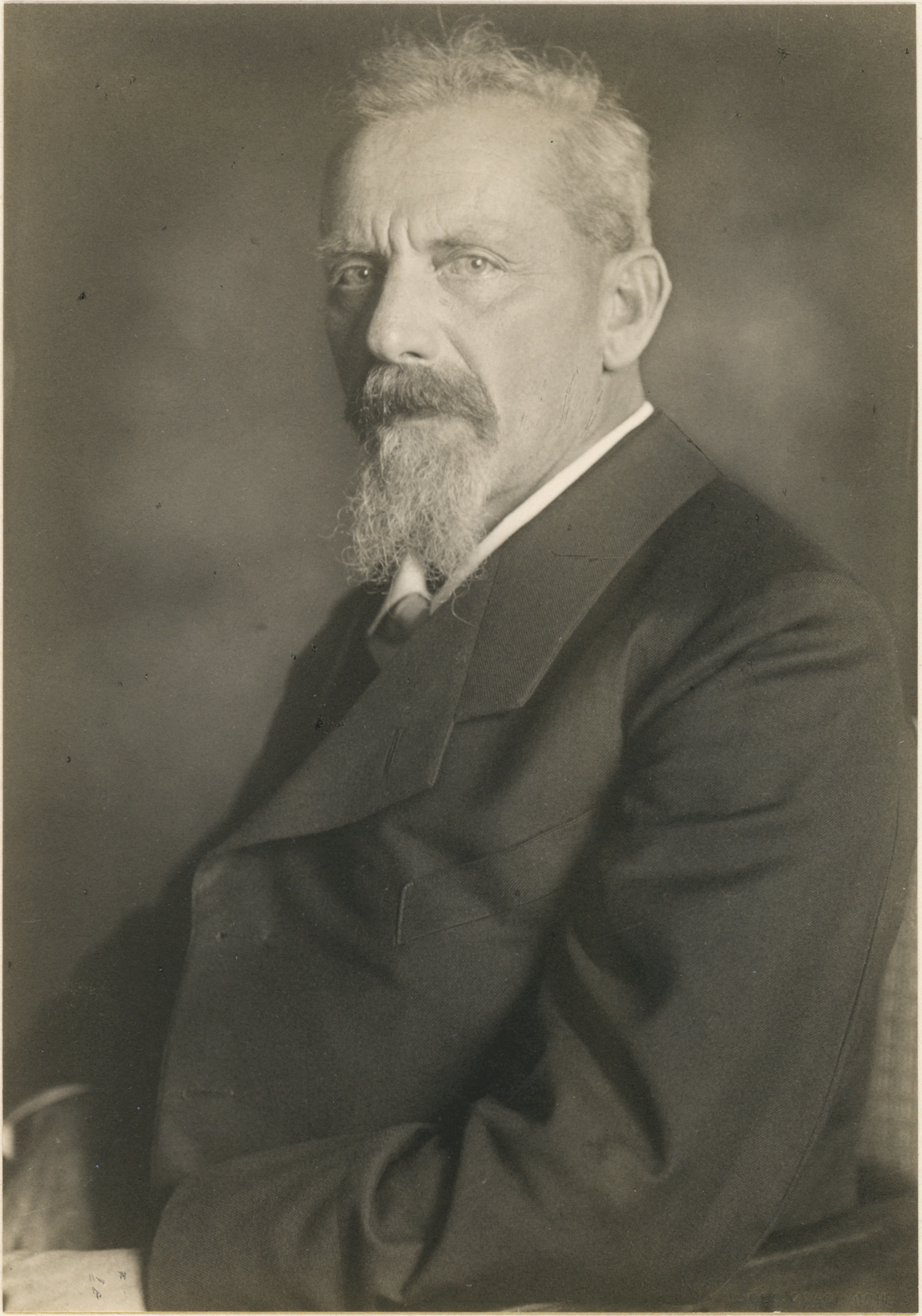
Erwin Zschokke (1914)

Rudolf Emil Erwin Zschokke (* 3. August 1855 in Gontenschwil; † 9. Juni 1929 in Zürich) war ein Schweizer Veterinärmediziner. 
Er war ein Enkel des Schriftstellers Heinrich Zschokke, Bruder von Richard Zschokke und Vater von Max Zschokke. 
Erwin Zschokke lehrte ab 1877 an der Tierarzneischule in Zürich. Nach deren Eingliederung 1901 als Veterinär-Medizinische Fakultät in die Universität Zürich war er bis zu seiner Emeritierung 1925 Professor der Tierarzneikunde an der Universität Zürich. Von 1905 bis 1925 war er auch Direktor des Tierspitals Zürich und von 1916 bis 1918 Rektor der Universität Zürich.
Politisch wirkte Zschokke als Mitglied der Freisinnig-Demokratischen Partei ab 1889 als Grossstadtrat und ab 1894 als Kantonsrat. 